# Sulawesimyzomela
Sulawesimyzomela (Myzomela chloroptera) är en fågel i familjen honungsfåglar inom ordningen tättingar.

## Utbredning och systematik
Sulawesimyzomela förekommer i Indonesien på Sulawesi och närliggande öar. Den delas numera vanligen in i tre underarter med följande utbredning:
- M. c. chloroptera – norra, centrala och sydöstra Sulawesi
- M. c. juga – bergstrakter i Lompobattang (sydvästra Sulawesi)
- M. c. eva – Salayar, Tanahjampea och Sulaöarna (Taliabu)

Tidigare inkluderades bacanmyzomela (Myzomela batjanensis) i arten. Denna urskiljs dock numera vanligen som egen art.

## Status och hot
Arten har ett stort utbredningsområde, men tros minska i antal, dock inte tillräckligt kraftigt för att den ska betraktas som hotad. Internationella naturvårdsunionen IUCN listar arten som livskraftig (LC).